# 小二重三角二十・十二面体
小二重三角二十・十二面体（しょうにじゅうさんかくにじゅうじゅうにめんたい、Small ditrigonal icosidodecahedron）とは、一様多面体の一種で、正十二面体の辺を削り2つの正三角形にしたような形をしている。各頂点には星型五角形と正三角形が3枚ずつ集まる。また、（非凸なものを含む場合の）準正多面体でもある。

## 性質
- 構成面: 星型五角形 12枚、正三角形 20枚
- 辺: 60
- 頂点数: 20
- 頂点形状: (3, 5/2)3
- ワイソフ記号: 3 | 3 5/2
- 枠: 正十二面体
- 芯: 面が正確な正多角形ではない切頂二十面体
- 双対: 小三角六辺形二十面体（正二十面体の星型のB）

## 同じ枠を持つ立体
- 正十二面体
- 大星型十二面体
- 小二重三角二十・十二面体
- 大二重三角二十・十二面体
- 二重三角十二・十二面体
- 5個の正六面体による複合多面体
- 5個の正四面体による複合多面体
- 10個の正四面体による複合多面体